# Acronicta anceps
Acronicta anceps là một loài bướm đêm trong họ Noctuidae.